# 2003 en musique
| \| • Retour à la chronologie générale de la musique populaire • \| |
| XXIe siècle • XXe siècle • XIXe siècle • XVIIIe siècle XVIIe siècle • XVIe siècle • XVe siècle • XIVe siècle XIIIe siècle • XIIe siècle • XIe siècle • Xe siècle IXe siècle • VIIIe siècle • Haut Moyen Âge • Rome • Grèce |
| • Retour à la chronologie générale de la musique populaire • |

| • Retour à la chronologie générale de la musique populaire • |

| Années de la musique populaire : 2000 - 2001 - 2002 - 2003 - 2004 - 2005 - 2006    |
| Décennies de la musique populaire : 1970 - 1980 - 1990 - 2000 - 2010 - 2020 - 2030 |

Cet article présente les faits marquants de l'année 2003 en musique.

## Faits marquants

### En France
- Environ 30 millions de singles et 110 millions d'albums sont vendus en France en 2003[1].
- Premiers succès de Nolwenn Leroy (Cassé), Diam's (DJ) et Chimène Badi (Entre nous).
- Renaud se produit 19 soirs au Zénith de Paris dans le cadre de sa Tournée d'enfer.
- 3 juin : Indochine devient le premier groupe de rock français à se produire à Bercy.
- 10, 11, 14 et 15 juin : concerts au Parc des Princes pour le soixantième anniversaire de Johnny Hallyday.

### Dans le monde
- Le Sénat américain proclame 2003 « Année du Blues » aux États-Unis[2].
- Premiers succès de Beyoncé (Crazy in Love), The Black Eyed Peas (Where Is the Love?), Amy Winehouse (Stronger than me), Kanye West (Through the wire) et Evanescence (Bring Me to Life).
- 19 mars : à la suite d'un accident de moto, Mark Knopfler est contraint d'annuler sa tournée et sa participation à une œuvre de charité avec Eric Clapton.
- Céline Dion entame une résidence au Caesars Palace à Las Vegas avec son spectacle A new day...
- À la suite de la sortie de son album American Life, Madonna est boycottée par plusieurs médias américains et doit modifier le clip de la chanson-titre. Lors des MTV Video Music Awards, la chanteuse provoque un scandale en embrassant Britney Spears et Christina Aguilera sur la bouche.
- Tournées internationales de Bruce Springsteen et The Rolling Stones (dont un soir chacun au Stade de France).
- Décès de Maurice Gibb, Nina Simone, Barry White, Compay Segundo, Johnny Cash et Robert Palmer.

## Disques sortis en 2003
- Albums sortis en 2003
- Singles sortis en 2003

## Succès de l'année en France (singles)

### Chansons classées numéro 1
Cette liste présente, par ordre chronologique, tous les titres s'étant classés à la première place du Top 50 durant l'année 2003.
- Star Academy 2 : Paris Latino
- Alphonse Brown : Le Frunkp
- Nolwenn Leroy : Cassé
- Chimène Badi : Entre nous
- Florent Pagny : Ma liberté de penser
- Lorie : Sur un air latino
- Pascal Obispo : Fan
- DJ BoBo : Chihuahua
- Jocelyne Labylle, Cheela et Passi : Laisse parler les gens
- Lorna : Papi chulo (Te traigo el mmmm)
- Tragédie : Hey oh
- Linkup : Mon étoile
- Star Academy 3 : L'Orange

### Chansons francophones
Cette liste présente, par ordre alphabétique, tous les titres francophones s'étant classés parmi les 10 premières places du Top 50 durant l'année 2003.
- 113 : Au summum
- À la recherche de la Nouvelle Star : Laissons entrer le soleil
- Alizée : J'en ai marre !
- Alphonse Brown : Le Frunkp
- Cérena & Umberto Tozzi : Toi, tu
- Céline Dion : Tout l'or des hommes
- Chimène Badi : Entre nous
- Diam's : DJ
- Dis l'heure 2 zouk : Ma rivale
- Emma Daumas : Au jour le jour
- Florent Pagny : Ma liberté de penser
- Faudel : Je veux vivre
- Frank Michael : Après tant d’années d’amour
- Garou : Reviens (Où te caches-tu ?)
- Georges-Alain Jones : Embrasse
- Hélène Ségara : L'amour est un soleil
- Hélène Ségara et Laura Pausini : On n'oublie jamais rien, on vit avec
- Houcine : Etre un homme comme vous
- Indochine : Le Grand Secret
- Jean-Jacques Goldman : Et l’on n’y peut rien
- Jenifer : Des mots qui résonnent !
- Jenifer : Donne-moi le temps
- Jérémy Chatelain : Laisse-moi
- Jessica Marquez : Maria Magdalena
- Jocelyne Labylle, Cheela et Passi : Laisse parler les gens
- Joël O'Cangha : Tous les hommes
- Johnny Hallyday : Marie
- Johnny Hallyday : Ne reviens pas
- Johnny Hallyday : L’Instinct
- Johnny Hallyday : Je n'ai jamais pleuré
- Jonatan Cerrada : Je voulais te dire que je t’attends
- Kana : Plantation
- Kyo : Dernière Danse
- Leslie et Magic System : On n’sait jamais
- Linkup : Mon étoile
- Lorie : Sur un air latino
- Lorie : Week-end
- Marc Lavoine et Bambou : Dis-moi que l'amour
- Nolwenn Leroy : Cassé
- Pascal Obispo : Fan
- Pascal Obispo : Zinedine
- Pearl : J’ai des choses à te dire
- Priscilla : Regarde-moi (Teste-moi, déteste-moi)
- Priscilla : Tchouk tchouk music
- Saya : Une femme avec une femme
- Singuila : C’est trop
- Sniper : Sans (re)pères
- Sniper : Gravé dans la roche
- Star Academy 2 : Paris Latino
- Star Academy 3 : L'Orange
- Thierry Amiel : Les Mots bleus
- Thierry Cham : Océan
- Tragédie : Hey oh
- Tragédie : Sexy pour moi
- Willy Denzey : Le mur du son

### Chansons non francophones
Cette liste présente, par ordre alphabétique, tous les titres non francophones s'étant classés parmi les 10 premières places du Top 50 durant l'année 2003.
- 3T : Stuck on You
- B2K et P. Diddy : Bump, bump, bump
- Benny Benassi : Satisfaction
- Beyoncé et Sean Paul : Baby Boy
- Blue et Elton John : Sorry Seems to Be the Hardest Word
- Dannii Minogue : I Begin to Wonder
- Dido : White Flag
- DJ BoBo : Chihuahua
- Eminem : Lose Yourself
- Evanescence : Bring Me to Life
- Gareth Gates : Unchained Melody
- Hermes House Band : Live Is Life
- Jennifer Lopez : Jenny from the Block
- Justin Timberlake : Cry Me a River
- KCPK : We Will Rock You (remix)
- L5 : Maniac
- Las Ketchup : The Ketchup song (Aserejé)
- Lorna : Papi chulo (Te traigo el mmmm)
- Madonna : American Life
- Nivea : Don't Mess With My Man
- One-T et Cool-T : The Magic Key
- Phil Collins : Can’t Stop Loving You
- Queen : We Will Rock You
- Robbie Williams : Feel
- Seal : Love’s Divine
- Sean Paul : Get Busy
- Shaggy : Hey Sexy Lady
- Shakira : Objection (Tango)
- Star Academy 3 : La bamba
- Star Academy 3 : Saturday Night’s Alright for Fighting
- Sugar Daddy : Sweet Soca Music
- T.A.T.u.  : All the Things She Said
- The Underdog Project : Summer Jam

## Succès de l'année en France (albums)
Cette liste présente, par ordre alphabétique, les albums sortis en 2003 ayant obtenu une certification platine ou diamant en France.

### Disques de diamant (plus d'un million de ventes)
- Florent Pagny : Ailleurs land
- Kyo : Le Chemin
- Yannick Noah : Pokhara

### Doubles disques de platine (plus de600 000 ventes)
- Céline Dion : 1 fille & 4 types
- Dido : Life for Rent
- Garou : Reviens
- Hélène Ségara : Humaine
- Linkin Park : Meteora
- Michel Polnareff : Passé présent
- Nolwenn Leroy : Nolwenn
- Placebo : Sleeping with Ghosts
- Sniper : Gravé dans la roche

### Disques de platine (plus de300 000 ventes)
- Ben Harper : Diamonds on the Inside
- Cali : L'Amour parfait
- Céline Dion : One Heart
- Era : The Mass
- Evanescence : Fallen
- Isabelle Boulay : Au moment d'être à vous
- Jean-Jacques Goldman : Un tour ensemble
- Lara Fabian : En toute intimité
- Les Enfoirés : La Foire aux Enfoirés
- Lynda Lemay : Les Secrets des oiseaux
- -M- : Qui de nous deux ?
- Madonna : American Life
- MC Solaar : Mach 6
- Mickey 3D : Tu vas pas mourir de rire
- Natasha St-Pier : L'Instant d'après
- Raphael : La Réalité
- Star Academy 3 fait sa bamba
- The Black Eyed Peas : Elephunk
- Tragédie : Tragédie
- Zazie : Rodéo

## Succès internationaux de l’année
Cette liste présente, par ordre alphabétique, les trente titres et albums ayant eu le plus de succès dans les charts internationaux en 2003,.

### Singles
- 50 Cent : In da Club
- Avril Lavigne : I'm with You
- Beyoncé : Crazy in Love
- Beyoncé : Baby Boy
- Beyoncé et Jay-Z : '03 Bonnie & Clyde
- Blu Cantrell : Breathe
- Céline Dion : I Drove All Night
- Christina Aguilera : Beautiful
- Coldplay : Clocks
- Dido : White Flag
- Evanescence : Bring Me to Life
- Jennifer Lopez et LL Cool J : All I Have
- Jet : Are You Gonna Be my Girl ?
- Justin Timberlake : Cry Me a River
- Justin Timberlake : Rock Your Body
- Linkin Park : Somewhere I Belong
- Lumidee : Never Leave You
- Madonna et Britney Spears : Me Against the Music
- Madonna : American Life
- Nelly, P. Diddy et Murphy Lee : Shake Ya Tailfeather
- Nickelback : Someday
- No Doubt : It's My Life
- OutKast : Hey Ya!
- R. Kelly : Ignition
- Sean Paul : Get Busy
- Stacie Orrico : Stuck
- t.A.T.u. : All the Things She Said
- The Black Eyed Peas : Shut Up
- The Black Eyed Peas : Where Is the Love?
- The Rasmus : In the Shadows
- The White Stripes : Seven Nation Army

### Albums
- 50 Cent : Get Rich or Die Tryin'
- Alicia Keys : The Diary of Alicia Keys
- Britney Spears : In the Zone
- Beyoncé : Dangerously in Love
- Céline Dion : One Heart
- Dido : Life for Rent
- Dixie Chicks : Home
- Eminem : 8 Mile
- Evanescence : Fallen
- Hilary Duff : Metamorphosis
- Jay-Z : The Black Album
- John Mayer : Heavier Things
- Led Zeppelin : How the West Was Won
- Linkin Park : Meteora
- Madonna : American Life
- Marilyn Manson : The Golden Age of Grotesque
- Metallica : St. Anger
- Michael Jackson : Number Ones
- Muse : Absolution
- Nickelback : The Long Road
- No Doubt : The Singles 1992-2003
- OutKast : Speakerboxxx/The Love Below
- Radiohead : Hail to the Thief
- R.E.M. : In Time: The Best of R.E.M. 1988–2003
- Sean Paul : Dutty Rock
- Sting : Sacred Love
- The Darkness : Permission to Land
- The Black Eyed Peas : Elephunk
- The Strokes : Room on Fire
- The White Stripes : Elephant

## Récompenses
- États-Unis : 46e édition des Grammy Awards
- États-Unis : American Music Awards 2003 (en)
- États-Unis : 2003 MTV Video Music Awards (en)
- États-Unis : 2003 Billboard Music Awards (en)
- Europe : 2003 MTV Europe Music Awards (en)
- Europe : Concours Eurovision de la chanson 2003
- France : 19e cérémonie des Victoires de la musique
- France : 5e édition des NRJ Music Awards
- Québec : 25e gala des prix Félix
- Royaume-Uni : Brit Awards 2003

## Formations et séparations de groupes
- Groupe de musique formé en 2003
- Groupe de musique séparé en 2003

## Naissances
- 4 février : Dinor Rdt, rappeur et footballeur franco-marocain
- 20 mars : ISK, rappeur français
- 2 juin : Genezio, rappeur et chanteur français
- 15 août : Anna, rappeuse et chanteuse italienne
- 17 août : The Kid Laroi, chanteur et rappeur australien
- 1er décembre : NeS, rappeur français

## Décès
- 8 janvier : Ron Goodwin, compositeur anglais
- 12 janvier : Maurice Gibb, auteur-compositeur britannique, membre des Bee Gees
- 26 janvier : Vladimir Mouliavine, chanteur soviétique et biélorusse
- 8 mars : Adam Faith, acteur et chanteur britannique
- 1er avril : Leslie Cheung, acteur et chanteur hongkongais
- 15 avril : Little Eva, chanteuse américaine
- 21 avril : Nina Simone, chanteuse de jazz américaine
- 11 mai : Noel Redding, bassiste de The Jimi Hendrix Experience
- 4 juillet : Barry White, chanteur américain
- 12 juillet : Benny Carter, saxophoniste de jazz américain
- 14 juillet : Compay Segundo, chanteur cubain
- 25 juillet : Erik Braunn, guitariste d'Iron Butterfly
- 21 août : Wesley Willis, musicien américain
- 7 septembre : Warren Zevon, auteur-compositeur américain
- 12 septembre : Johnny Cash, chanteur et acteur américain
- 25 septembre : Robert Palmer, chanteur britannique
- 21 octobre : Elliott Smith, auteur-compositeur-interprète américain
- 18 novembre : Michael Kamen, compositeur américain
- 16 décembre : Gary Stewart, musicien de country et auteur-compositeur américain